# Iván Ramis
Iván Ramis (Sa Pobla, 1984. október 25.) spanyol labdarúgó, jelenleg a SD Eibar játékosa.

## Pályafutása
2003-ban mutatkozott be a Mallorca csapatában. A kevés játéklehetőség miatt 2005-ben kölcsönadták a másodosztályú Real Valladolid-nak. Egy év elteltével visszatért a Mallorcához, ahol egyre több játéklehetőséget kapott. 2009-től stabil tagja a csapatnak. 2012-ig több mint 160 mérkőzést játszott a Mallorca színeiben, ezeken a mérkőzéseken 8 gólt szerzett. 2012 nyarán angliába a Wigan Athletic csapatába igazolt.

## Sikerei, díjai
- Mediterrán játékok: 2005[1]